# Pelekium siphotheca
Pelekium siphotheca är en bladmossart som beskrevs av Andries Touw 2001. Pelekium siphotheca ingår i släktet Pelekium och familjen Thuidiaceae. Inga underarter finns listade i Catalogue of Life.